# Pembroke (Nuevo Hampshire)
Pembroke es un pueblo ubicado en el condado de Merrimack en el estado estadounidense de Nuevo Hampshire. En el Censo de 2010 tenía una población de 7.115 habitantes y una densidad poblacional de 119,74 personas por km².

## Geografía
Pembroke se encuentra ubicado en las coordenadas 43°10′50″N 71°26′49″O / 43.18056, -71.44694. Según la Oficina del Censo de los Estados Unidos, Pembroke tiene una superficie total de 59.42 km², de la cual 59 km² corresponden a tierra firme y (0.7%) 0.41 km² es agua.

## Demografía
Según el censo de 2010, había 7.115 personas residiendo en Pembroke. La densidad de población era de 119,74 hab./km². De los 7.115 habitantes, Pembroke estaba compuesto por el 96.75% blancos, el 0.6% eran afroamericanos, el 0.49% eran amerindios, el 0.63% eran asiáticos, el 0% eran isleños del Pacífico, el 0.41% eran de otras razas y el 1.11% pertenecían a dos o más razas. Del total de la población el 1.63% eran hispanos o latinos de cualquier raza.